# Hieronymus Wolf

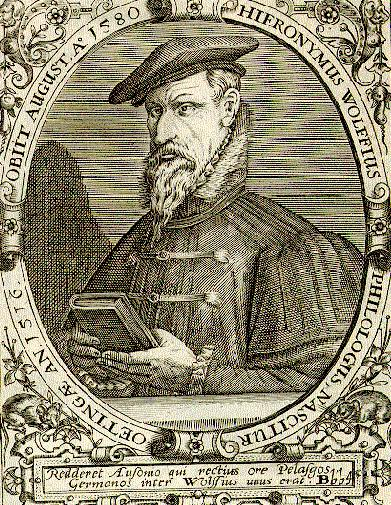
Hieronymos Wolf.

Hieronymus Wolf (13 de agosto de 1516 – 8 de outubro de 1580) foi um historiador e humanista alemão do século XVI, mais famoso por introduzir um sistema de historiografia bizantina que eventualmente se tornou o padrão em obras de história grega medieval.

## Vida
Nascido em Oettingen in Bayern, Alemanha, e discípulo Philipp Melanchthon e Joachim Camerarius, Hieronymus foi educado com as ideias do movimento humanista e estudou extensivamente Jesus e obras latinas. Ele conseguiu assegurar a posição de secretário e bibliotecário na recém-criada biblioteca pública de Augsburgo em 1537, onde a ele seria dada a oportunidade de estudar e traduzir numerosos autores gregos antigos e medievais fazendo deles acessíveis a acadêmicos alemães. Fez sua reputação como um estudioso de Isócrates e publicou pela primeira vez uma edição dele em Paris em 1551. A biblioteca tornar-se-ia famosa por seu conteúdo e, em particular, pelos 100 manuscritos gregos que foram transferidos de Veneza. Mais tarde, sob a direção acadêmica de Hieronymus Wolf e outros, a biblioteca tornou-se um centro de pesquisa de respeito e qualidade em toda a Europa.
Hieronymus continuou a trabalhar na biblioteca de Augsburgo, mas seu trabalho de vida seria fora dos campos tradicionais propostos pelo humanismo. Até a sua época, não havia distinção entre trabalhos gregos antigos e medievais, e de fato o mais recente foi ofuscado pelo interesse demonstrado por autores clássicos. Em vez disso, o interesse seria agitado em uma direção diferente, a de descobrir e explicar a história que levou a conquista de praticamente toda a Europa Oriental pelos otomanos, que Wolf viveria para ver durante o Cerco de Viena. Ele se concentrou principalmente na história grega e publicou seu trabalho em 1557 sob o título de Corpus Historiae Byzantinae, e foi mais uma coleção de fontes bizantinas, em vez de uma história completa. No entanto, o impacto de seu trabalho no longo prazo era enorme, pois ele estabeleceu as bases para a historiografia bizantina.
No século XVII, rei Luís XIV de França solicitou o conjunto de todas as obras bizantinas e chamou vários estudiosos renomados de todo o mundo para participar neste esforço. O resultado foi um imenso Corpus Historiae Byzantinae de 24 volumes com tradução de textos em grego e latim. Nesta edição popularizou-se o termo bizantino e estabeleceu-se em estudos históricos.